# Lia

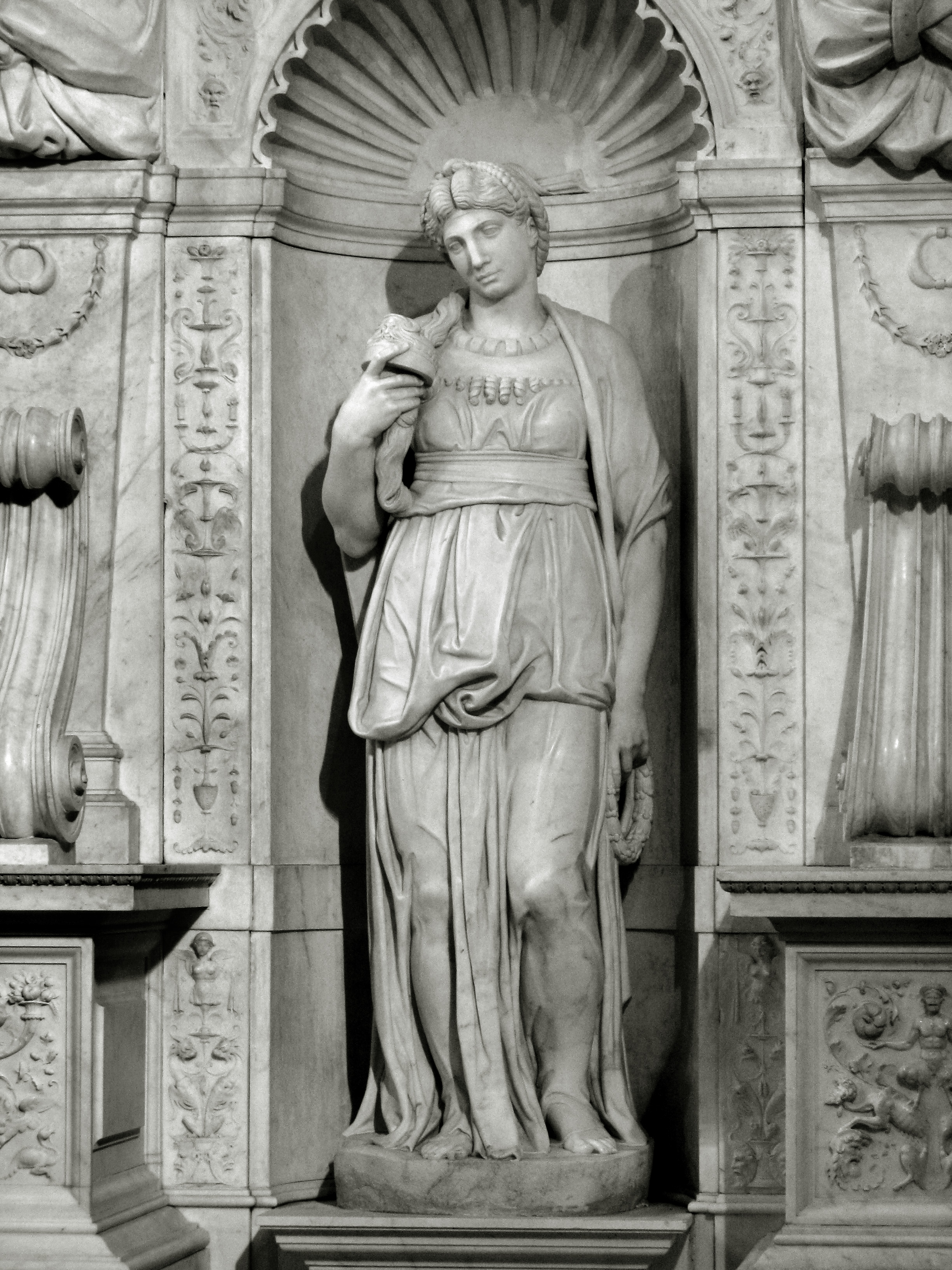
Escultura de Michelangelo representando Lia, na tumba do papa Júlio II

Lia (/ˈliːə/; em hebraico: לֵאָה; romaniz.: Leʼa (hebraico moderno); Lēʼāh (hebraico tiberiano)) é uma personagem bíblica do livro de Gênesis, filha mais velha de Labão (chefe dos arameus) irmã de Raquel e, sobrinha de Rebeca. É também prima e a primeira esposa de Jacó/Israel (Jacob), conforme descrito no livro bíblico de Gênesis.

## Aparência
Lia é descrita como tendo um “olhar terno” (em hebraico: ועיני לאה רכות) quando é apresentada em Gênesis 29:16-17. É debatido se o adjetivo "terno" (רכות) foi usado para significar "delicado e suave" ou "fraco". Algumas traduções indicam que "olhar terno" pode significar que Lia possuía olhos azuis ou claros.[carece de fontes?]
A irmã mais nova de Lia, Raquel, é caracterizada como sendo "bonita de forma e bonita de aparência."

## História

### Lia e Jacó
Conta-se que certa vez, Jacó fez um acordo com o pai de Lia, Labão, que trabalharia sete anos para se casar com sua filha mais moça, Raquel, e houve o casamento com a noiva bem coberta, quando na manhã seguinte a cerimônia, Jacó descobriu que na sua cama não era Raquel, e sim Lia. Quando foi falar com seu sogro Labão ele afirmou que alí, como em toda aquela região, casava-se primeiro a filha mais velha, então fizeram um acordo entre sí no qual Jacó trabalharia mais sete anos para se casar com Raquel, e assim foi feito.

### Os filhos de Lia
Lia foi mãe de sete dos filhos de Jacó: seis filhos homens, Rubem, Simeão, Levi, Judá, Issacar e, Zebulom (seis das Doze Tribos de Israel), e uma filha, Diná.
Lia e os seus filhos foram com Jacó quando este saiu de Padã-Arã e voltou para Canaã, a sua terra natal dele.
Nos primeiros anos do matrimônio das irmãs, era óbvio que o Jacó amava a Raquel, e não Lia. Deus favoreceu Lia com a fertilidade e ela concebe quatro filhos em sucessão rápida. Estes são Rubem, Simeão, Levi, e Judá . Raquel vendo que não podia conceber, oferece a criada dela Bila como uma terceira esposa para Jacó, que concebe os dois filhos (Dã e Naftali), nomes também escolhidos por Raquel. Lia responde oferecendo a sua criada Zilpa como uma quarta "esposa" para Jacó, e Zilpa concebe mais dois filhos (Gade e Aser).
Um dia, o filho primogênito de Lia, Rubem, volta do campo com mandrágoras para a mãe dele. Lia não concebeu durante algum tempo, e esta planta cujas raízes se assemelham ao corpo humano era usada para ajudar as mulheres na fertilidade. Frustrada por não conseguir conceber, Raquel permite que Lia durma com Jacó em troca das mandrágoras. Lia concorda, e naquela noite ela coabita com Jacó, consequentemente deu luz a Issacar. Depois ela dá à luz Zebulom e uma filha, Diná. Depois disso, Deus ouve Raquel e lhe dá dois filhos: José e Benjamim.

## Rivalidade com Raquel

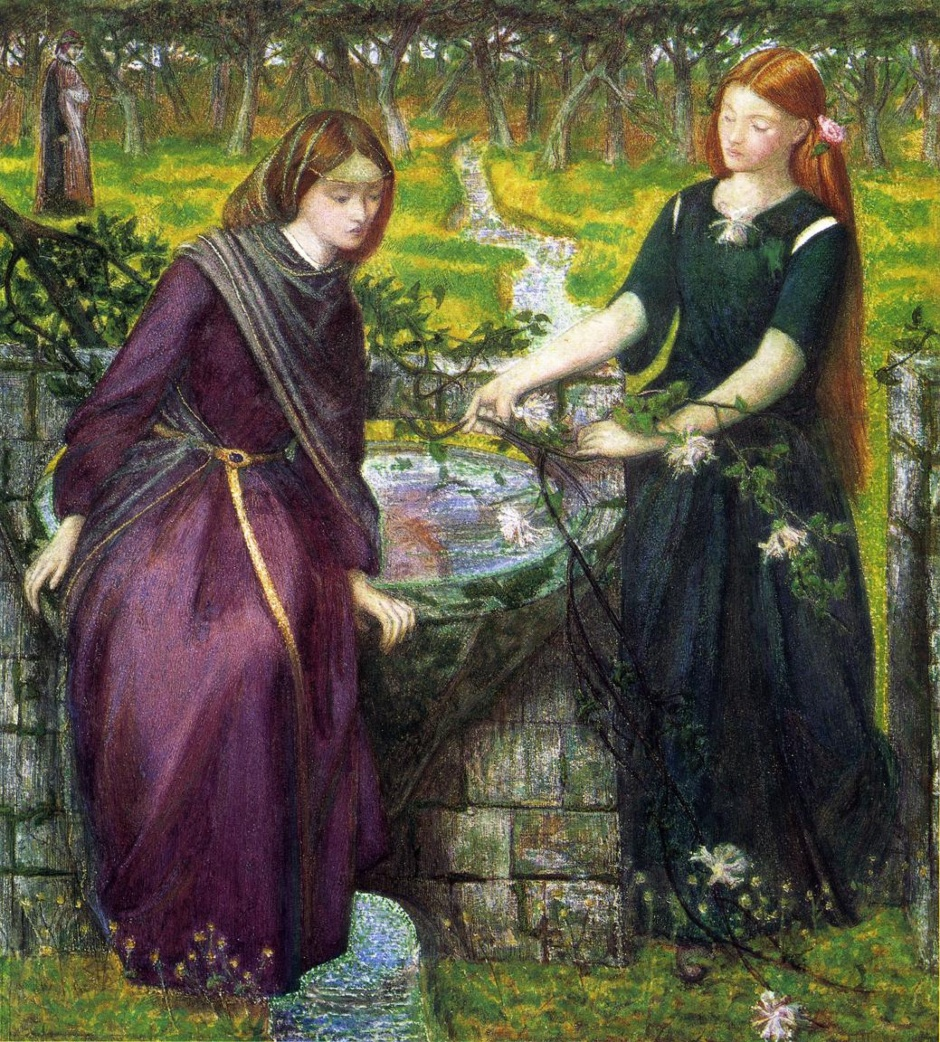
Quadro Lia e Raquel, de Dante Gabriel Rossetti

A rivalidade das irmãs é mais do que ciúme matrimonial. Cada mulher desejou crescer espiritualmente no serviço de Deus, e então buscou proximidade a Jacó que era o emissário pessoal de Deus naquela época. Se casando com Jacó e gerando os filhos dele que seria sua continuada missão em sua próxima geração (realmente, todos os 12 filhos formaram a fundação da Nação de Israel), eles desenvolveriam uma relação até mais íntima a Deus. Então Lia e Raquel quiseram ter o maior número possível desses filhos, e chegam ao ponto de oferecer as suas criadas como esposas para Jacó de forma a poderem ter um papel significativo na educação dos filhos de suas criadas. 
Cada mulher também foi continuamente questionada se estava fazendo o bastante nos esforços pessoais para ter sua espiritualidade aumentada, e usaria o outro exemplo para se incitar. Raquel invejou as orações chorosas de Lia, pelas quais ela mereceu se casar com Jacó e gerar seis dos doze filhos dele. Raquel, conhecida pelos seu espírito de renúncia e de grande qualidade porque por sua vontade, revelou a Lia os sinais secretos que ela e Jacó tinham inventado para identificar a noiva ocultada, como havia ordenado seu pai Labão e sua irmã Lia a Raquel. Lia e Raquel eram gêmeas e teriam por volta dos dezesseis anos quando conheceram Jacó. Lia não era bonita, ao contrário de Raquel, mas era capaz de ações com princípios de muita bondade (Gênesis 31:19-35). Lia tinha o olhar meigo e gerou seis filhos e uma filha para Israel. Por ser a filha primogênita da família, Lia liderava inclusive seus irmãos no trabalho no campo.

## Morte e enterro
Lia morreu antes de Jacó, conforme a tradição foi sepultada na Caverna dos Patriarcas em Hebrom como foram os demais descendentes da família, Jacó, Abraão e Sara, Isaque e Rebeca.

## Árvore genealógica
|      |      |          |          |          |          |          |          |        |        |        |        |            |            |            |            | Terá       |            |      |      |      |      |                                                             |                                                             |                                                             |                                                             |                                                             |                                                             |  |  |               |               |               |               |               |               |       |       |                |                |                |                |                |                |          |          |                     |                     |                     |                     |                     |                     |          |          |          |          |  |  |
|      |      |          |          |          |          |          |          |        |        |        |        |            |            |            |            |            |            |      |      |      |      |                                                             |                                                             |                                                             |                                                             |                                                             |                                                             |  |  |               |               |               |               |               |               |       |       |                |                |                |                |                |                |          |          |                     |                     |                     |                     |                     |                     |          |          |          |          |  |  |
|      |      |          |          |          |          |          |          |        |        |        |        |            |            |            |            |            |            |      |      |      |      |                                                             |                                                             |                                                             |                                                             |                                                             |                                                             |  |  |               |               |               |               |               |               |       |       |                |                |                |                |                |                |          |          |                     |                     |                     |                     |                     |                     |          |          |          |          |  |  |
| Sara | Sara | Sara     | Sara     | Sara     | Sara     |          |          | Abraão | Abraão | Abraão | Abraão | Abraão     | Abraão     |            |            | Agar       | Agar       | Agar | Agar | Agar | Agar |                                                             |                                                             |                                                             |                                                             |                                                             |                                                             |  |  |               |               |               |               |               |               |       |       |                |                |                |                | Harã           | Harã           | Harã     | Harã     | Harã                | Harã                |                     |                     |                     |                     |          |          |          |          |  |  |
| Sara | Sara | Sara     | Sara     | Sara     | Sara     |          |          | Abraão | Abraão | Abraão | Abraão | Abraão     | Abraão     |            |            | Agar       | Agar       | Agar | Agar | Agar | Agar |                                                             |                                                             |                                                             |                                                             |                                                             |                                                             |  |  |               |               |               |               |               |               |       |       |                |                |                |                | Harã           | Harã           | Harã     | Harã     | Harã                | Harã                |                     |                     |                     |                     |          |          |          |          |  |  |
|      |      |          |          |          |          |          |          |        |        |        |        |            |            |            |            |            |            |      |      |      |      |                                                             |                                                             | Naor                                                        |                                                             |                                                             |                                                             |  |  |               |               |               |               |               |               |       |       |                |                |                |                |                |                |          |          |                     |                     |                     |                     |                     |                     |          |          |          |          |  |  |
|      |      |          |          |          |          |          |          |        |        |        |        |            |            |            |            |            |            |      |      |      |      |                                                             |                                                             |                                                             |                                                             |                                                             |                                                             |  |  |               |               |               |               |               |               |       |       |                |                |                |                |                |                |          |          |                     |                     |                     |                     |                     |                     |          |          |          |          |  |  |
|      |      |          |          |          |          |          |          |        |        |        |        | Ismael     | Ismael     | Ismael     | Ismael     | Ismael     | Ismael     |      |      |      |      |                                                             |                                                             |                                                             |                                                             |                                                             |                                                             |  |  |               |               |               |               | Milca         | Milca         | Milca | Milca | Milca          | Milca          |                |                | Ló             | Ló             | Ló       | Ló       | Ló                  | Ló                  |                     |                     | Iscá                | Iscá                | Iscá     | Iscá     | Iscá     | Iscá     |  |  |
|      |      |          |          |          |          |          |          |        |        |        |        | Ismael     | Ismael     | Ismael     | Ismael     | Ismael     | Ismael     |      |      |      |      |                                                             |                                                             |                                                             |                                                             |                                                             |                                                             |  |  |               |               |               |               | Milca         | Milca         | Milca | Milca | Milca          | Milca          |                |                | Ló             | Ló             | Ló       | Ló       | Ló                  | Ló                  |                     |                     | Iscá                | Iscá                | Iscá     | Iscá     | Iscá     | Iscá     |  |  |
|      |      |          |          |          |          |          |          |        |        |        |        |            |            |            |            |            |            |      |      |      |      |                                                             |                                                             |                                                             |                                                             |                                                             |                                                             |  |  |               |               |               |               |               |               |       |       |                |                |                |                |                |                |          |          |                     |                     |                     |                     |                     |                     |          |          |          |          |  |  |
|      |      |          |          |          |          |          |          |        |        |        |        |            |            |            |            |            |            |      |      |      |      |                                                             |                                                             |                                                             |                                                             |                                                             |                                                             |  |  |               |               |               |               |               |               |       |       |                |                |                |                |                |                |          |          |                     |                     |                     |                     |                     |                     |          |          |          |          |  |  |
|      |      |          |          |          |          |          |          |        |        |        |        | Ismaelitas | Ismaelitas | Ismaelitas | Ismaelitas | Ismaelitas | Ismaelitas |      |      |      |      | 7 filhos                                                    | 7 filhos                                                    | 7 filhos                                                    | 7 filhos                                                    | 7 filhos                                                    | 7 filhos                                                    |  |  | Betuel        | Betuel        | Betuel        | Betuel        | Betuel        | Betuel        |       |       | 1ª filha       | 1ª filha       | 1ª filha       | 1ª filha       | 1ª filha       | 1ª filha       |          |          |                     |                     |                     |                     | 2ª filha            | 2ª filha            | 2ª filha | 2ª filha | 2ª filha | 2ª filha |  |  |
|      |      |          |          |          |          |          |          |        |        |        |        | Ismaelitas | Ismaelitas | Ismaelitas | Ismaelitas | Ismaelitas | Ismaelitas |      |      |      |      | 7 filhos                                                    | 7 filhos                                                    | 7 filhos                                                    | 7 filhos                                                    | 7 filhos                                                    | 7 filhos                                                    |  |  | Betuel        | Betuel        | Betuel        | Betuel        | Betuel        | Betuel        |       |       | 1ª filha       | 1ª filha       | 1ª filha       | 1ª filha       | 1ª filha       | 1ª filha       |          |          |                     |                     |                     |                     | 2ª filha            | 2ª filha            | 2ª filha | 2ª filha | 2ª filha | 2ª filha |  |  |
|      |      |          |          |          |          |          |          |        |        |        |        |            |            |            |            |            |            |      |      |      |      |                                                             |                                                             |                                                             |                                                             |                                                             |                                                             |  |  |               |               |               |               |               |               |       |       |                |                |                |                |                |                |          |          |                     |                     |                     |                     |                     |                     |          |          |          |          |  |  |
|      |      |          |          |          |          |          |          |        |        |        |        |            |            |            |            |            |            |      |      |      |      |                                                             |                                                             |                                                             |                                                             |                                                             |                                                             |  |  |               |               |               |               |               |               |       |       |                |                |                |                |                |                |          |          |                     |                     |                     |                     |                     |                     |          |          |          |          |  |  |
|      |      | Isaque   | Isaque   | Isaque   | Isaque   | Isaque   | Isaque   |        |        | Rebeca | Rebeca | Rebeca     | Rebeca     | Rebeca     | Rebeca     |            |            |      |      |      |      |                                                             |                                                             |                                                             |                                                             |                                                             |                                                             |  |  |               |               | Labão         | Labão         | Labão         | Labão         | Labão | Labão |                |                | Moabitas       | Moabitas       | Moabitas       | Moabitas       | Moabitas | Moabitas |                     |                     | Amonitas            | Amonitas            | Amonitas            | Amonitas            | Amonitas | Amonitas |          |          |  |  |
|      |      | Isaque   | Isaque   | Isaque   | Isaque   | Isaque   | Isaque   |        |        | Rebeca | Rebeca | Rebeca     | Rebeca     | Rebeca     | Rebeca     |            |            |      |      |      |      |                                                             |                                                             |                                                             |                                                             |                                                             |                                                             |  |  |               |               | Labão         | Labão         | Labão         | Labão         | Labão | Labão |                |                | Moabitas       | Moabitas       | Moabitas       | Moabitas       | Moabitas | Moabitas |                     |                     | Amonitas            | Amonitas            | Amonitas            | Amonitas            | Amonitas | Amonitas |          |          |  |  |
|      |      |          |          |          |          |          |          |        |        |        |        |            |            |            |            |            |            |      |      |      |      |                                                             |                                                             |                                                             |                                                             |                                                             |                                                             |  |  |               |               |               |               |               |               |       |       |                |                |                |                |                |                |          |          |                     |                     |                     |                     |                     |                     |          |          |          |          |  |  |
|      |      |          |          |          |          |          |          |        |        |        |        |            |            |            |            |            |            |      |      |      |      |                                                             |                                                             |                                                             |                                                             |                                                             |                                                             |  |  |               |               |               |               |               |               |       |       |                |                |                |                |                |                |          |          |                     |                     |                     |                     |                     |                     |          |          |          |          |  |  |
|      |      | Esaú     | Esaú     | Esaú     | Esaú     | Esaú     | Esaú     |        |        | Jacó   | Jacó   | Jacó       | Jacó       | Jacó       | Jacó       |            |            |      |      |      |      |                                                             |                                                             |                                                             |                                                             |                                                             |                                                             |  |  |               |               |               |               |               |               |       |       |                |                |                |                |                |                |          |          |                     |                     |                     |                     | Raquel              | Raquel              | Raquel   | Raquel   | Raquel   | Raquel   |  |  |
|      |      | Esaú     | Esaú     | Esaú     | Esaú     | Esaú     | Esaú     |        |        | Jacó   | Jacó   | Jacó       | Jacó       | Jacó       | Jacó       |            |            |      |      |      |      |                                                             |                                                             |                                                             |                                                             |                                                             |                                                             |  |  |               |               |               |               |               |               |       |       |                |                |                |                |                |                |          |          |                     |                     |                     |                     | Raquel              | Raquel              | Raquel   | Raquel   | Raquel   | Raquel   |  |  |
|      |      |          |          |          |          |          |          |        |        |        |        |            |            |            |            |            |            |      |      |      |      |                                                             |                                                             |                                                             |                                                             |                                                             |                                                             |  |  |               |               |               |               |               |               |       |       |                |                |                |                | Bila           |                |          |          |                     |                     |                     |                     |                     |                     |          |          |          |          |  |  |
|      |      |          |          |          |          |          |          |        |        |        |        |            |            |            |            |            |            |      |      |      |      |                                                             |                                                             |                                                             |                                                             |                                                             |                                                             |  |  |               |               |               |               |               |               |       |       |                |                |                |                |                |                |          |          |                     |                     |                     |                     |                     |                     |          |          |          |          |  |  |
|      |      | Edomitas | Edomitas | Edomitas | Edomitas | Edomitas | Edomitas |        |        |        |        |            |            |            |            |            |            |      |      |      |      |                                                             |                                                             |                                                             |                                                             |                                                             |                                                             |  |  |               |               |               |               | Zilpa         | Zilpa         | Zilpa | Zilpa | Zilpa          | Zilpa          |                |                |                |                |          |          |                     |                     |                     |                     |                     |                     |          |          |          |          |  |  |
|      |      |          | Edomitas | Edomitas | Edomitas | Edomitas | Edomitas |        |        |        |        |            |            |            |            |            |            |      |      |      |      |                                                             |                                                             |                                                             |                                                             |                                                             |                                                             |  |  |               |               |               |               | Zilpa         | Zilpa         | Zilpa | Zilpa | Zilpa          | Zilpa          |                |                |                |                |          |          |                     |                     |                     |                     |                     |                     |          |          |          |          |  |  |
|      |      |          |          |          |          |          |          |        |        |        |        |            |            |            |            |            |            |      |      |      |      |                                                             |                                                             |                                                             |                                                             | Lia                                                         |                                                             |  |  |               |               |               |               |               |               |       |       |                |                |                |                |                |                |          |          |                     |                     |                     |                     |                     |                     |          |          |          |          |  |  |
|      |      |          |          |          |          |          |          |        |        |        |        |            |            |            |            |            |            |      |      |      |      |                                                             |                                                             |                                                             |                                                             |                                                             |                                                             |  |  |               |               |               |               |               |               |       |       |                |                |                |                |                |                |          |          |                     |                     |                     |                     |                     |                     |          |          |          |          |  |  |
|      |      |          |          |          |          |          |          |        |        |        |        |            |            |            |            |            |            |      |      |      |      |                                                             |                                                             |                                                             |                                                             |                                                             |                                                             |  |  |               |               |               |               |               |               |       |       |                |                |                |                |                |                |          |          |                     |                     |                     |                     |                     |                     |          |          |          |          |  |  |
|      |      |          |          |          |          |          |          |        |        |        |        |            |            |            |            |            |            |      |      |      |      | 1.Rúben 2.Simeão 3.Levi 4.Judá 9.Issacar 10.Zebulom 11.Diná | 1.Rúben 2.Simeão 3.Levi 4.Judá 9.Issacar 10.Zebulom 11.Diná | 1.Rúben 2.Simeão 3.Levi 4.Judá 9.Issacar 10.Zebulom 11.Diná | 1.Rúben 2.Simeão 3.Levi 4.Judá 9.Issacar 10.Zebulom 11.Diná | 1.Rúben 2.Simeão 3.Levi 4.Judá 9.Issacar 10.Zebulom 11.Diná | 1.Rúben 2.Simeão 3.Levi 4.Judá 9.Issacar 10.Zebulom 11.Diná |  |  | 7.Gade 8.Aser | 7.Gade 8.Aser | 7.Gade 8.Aser | 7.Gade 8.Aser | 7.Gade 8.Aser | 7.Gade 8.Aser |       |       | 5.Dã 6.Naftali | 5.Dã 6.Naftali | 5.Dã 6.Naftali | 5.Dã 6.Naftali | 5.Dã 6.Naftali | 5.Dã 6.Naftali |          |          | 12.José 13.Benjamim | 12.José 13.Benjamim | 12.José 13.Benjamim | 12.José 13.Benjamim | 12.José 13.Benjamim | 12.José 13.Benjamim |          |          |          |          |  |  |